# Zona de ablación de un glaciar

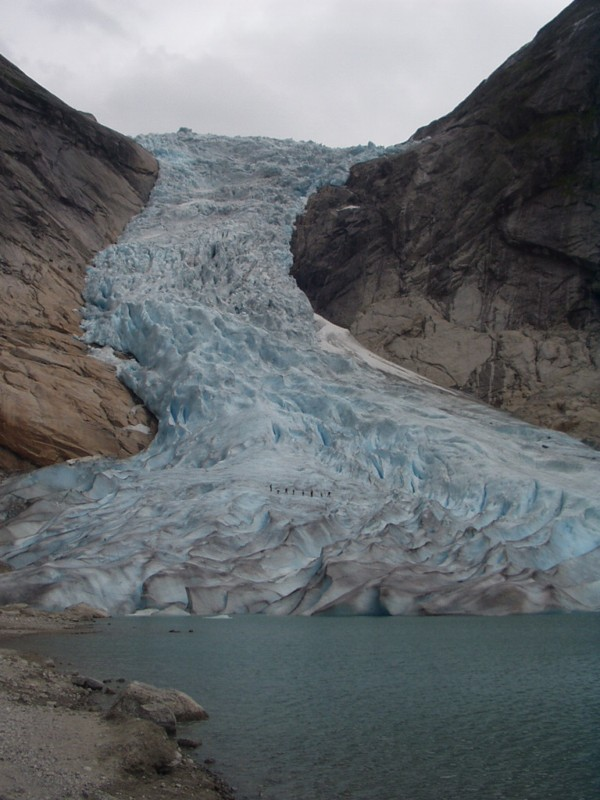
Zona de ablación del glaciar Briksdal en Noruega

La zona de ablación de un glaciar es el área donde se pierde el hielo y la nieve. Comprende la fusión, la evaporación y el desprendimiento de grandes masas de hielo cuando el glaciar desciende a niveles inferiores donde la morrena recubre una superficie en curso de adelgazamiento del glaciar o en un glaciar muerto.